# Добринюв
Добринюв (пол. Dobryniów) — село в Польщі, у гміні Лопенник-Гурний Красноставського повіту Люблінського воєводства.
Населення — 165 осіб (2011).
У 1975-1998 роках село належало до Холмського воєводства.

## Демографія
Демографічна структура станом на 31 березня 2011 року:
|          | Загалом | Допрацездатний вік | Працездатний вік | Постпрацездатний вік |
| -------- | ------- | ------------------ | ---------------- | -------------------- |
| Чоловіки | 90      | 16                 | 56               | 18                   |
| Жінки    | 75      | 16                 | 33               | 26                   |
| Разом    | 165     | 32                 | 89               | 44                   |